# Літерник
Літерник це:

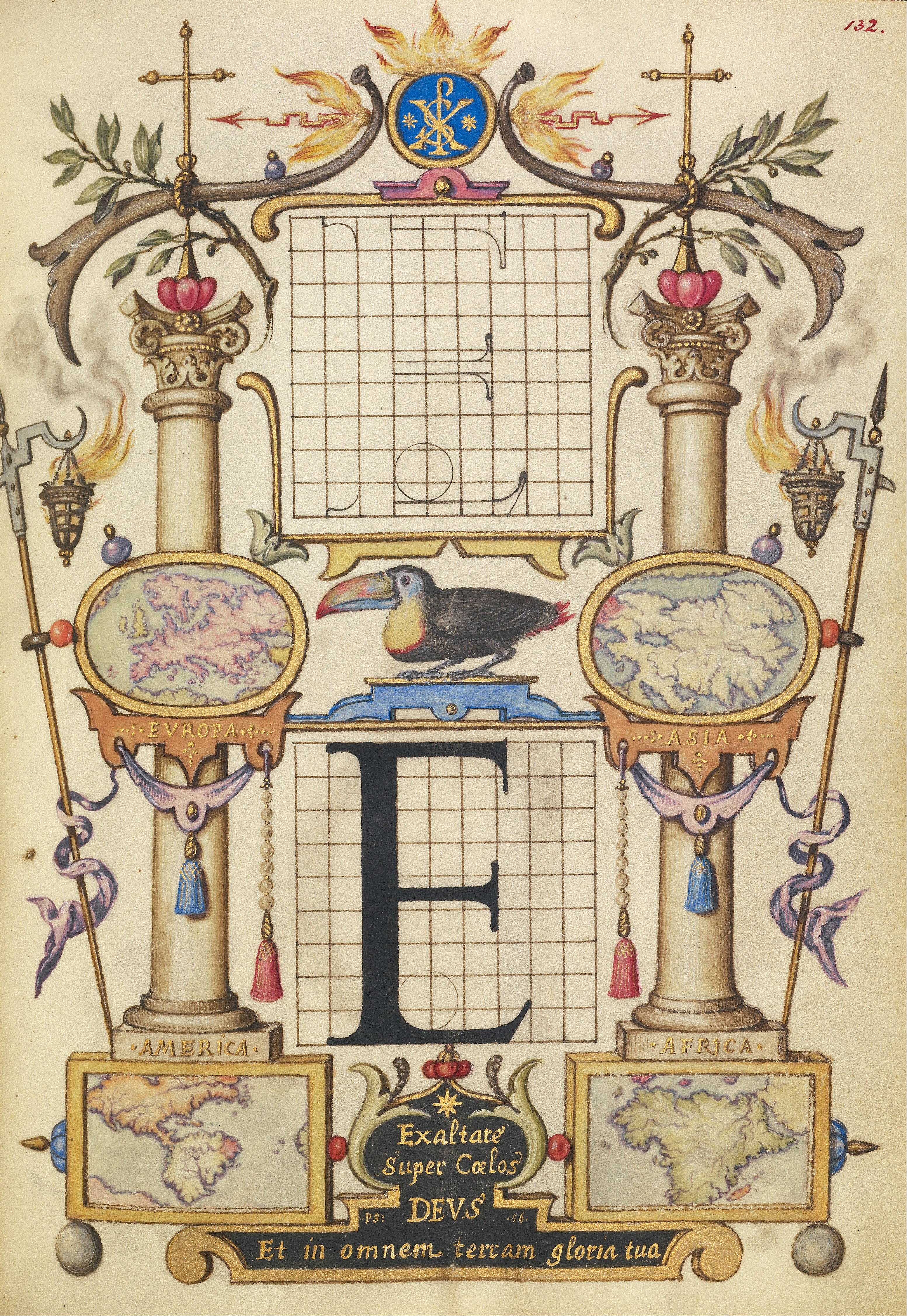
Йоріс Хефнагель, «Спосіб побудови літери Е», близько 1591–1596

- Художник графіки, дизайнер одинарних написів або шрифтів. Завдання літерника полягає в тому, щоб адаптувати композицію літер до запланованого використання або гарнітуру до характеру очікуваного вмісту.
- Особа, яка професійно займається виготовленням написів, наприклад, висотач тощо, або виготовленням шаблонів та інших форм для нанесення написів. Художником може бути живописець, графік, кресляр, а також гравер, скульптор тощо.